# Vincenzo Gueglio
Vincenzo Gueglio (Sestri Levante, 1º giugno 1946 – Chiavari, 11 aprile 2022) è stato uno scrittore e traduttore italiano.

## Biografia

### Attività di scrittore e traduttore
Dopo la laurea in filosofia all’Università di Genova, percorso di studi concluso con la pubblicazione di un saggio sulle origini dell’industria siderurgica italiana e in Liguria in una miscellanea di studi filosofici di storici italiani e polacchi, Vincenzo Gueglio si dedica all'insegnamento all’Istituto Tecnico Statale di Chiavari, mantenendo sempre vivo e attivo l'interesse per la scrittura, sia di narrativa sia di saggistica, dimostrando eclettismo e vastità di interessi. 
Le sue prime prove letterarie sono nel campo della poesia, testimoniate dalla raccolta Versi? del 1977, anno nel quale ottiene il 3º Premio Sìlarus, sezione saggistica, con un saggio su Il ritratto di Dorian Gray e il tema della magia dell’arte umana nella letteratura moderna, mentre nel 1981 scrive per il Calendario del popolo una serie di articoli di storia della matematica. I suoi interessi per la matematica si possono evincere anche dai saggi In cerca del pigreco e Pitagora, il Tao e la radice di due, scritti per l’Istituto Tecnico Statale di Chiavari nel quale insegnava.
Affascinato dalle avventure dell’intelligenza e della fantasia, a partire dagli anni ottanta si dedica ad opere di narrativa che giocano sulla complessità e ambiguità del reale. 
Nel 1987 viene pubblicato Il privilegio di Fernand Gachet, premio Tigullio 1985 per l’inedito. Seguono Dieci toni di grigio (1993), La risultante (1994), Il demiurgo (2000), Sogni (2000), intervallati e seguiti da testi che hanno al centro vicende e personaggi popolari di Sestri Levante: Mario! (menzione speciale della giuria al Premio Pavese 1995), Da un bosco in cima al mare (2006), Ciao bella fuga (2008) con prefazione di Giorgio Barberi Squarotti, Pugni, pupe, persone, paese (2010). Del 2006 è Tempo di esistere (in collaborazione con Enrico Rovegno), raccolta di racconti su un importante partigiano locale. 
Nel 2013 si cimenta con il testo teatrale scrivendo Cuori da un altro mondo – Il dramma di Cristoforo Colombo e negli stessi anni l’esperienza di essere divenuto quattro volte nonno gli è di stimolo per due libri dedicati ai bambini: Balansa, la Luna e il Putipù (2013) e Tojo Tejo e il mistero dei Lele Fantino (2014).
Gli ultimi due volumi pubblicati a sua firma sono il “romanzo filosofico” "La vendetta di Seneca (2021) e L’ombra è del fiume (2022, uscito postumo).
Così come le opere di narrativa, anche la produzione saggistica riflette la vastità e la varietà degli interessi di Vincenzo Gueglio: si occupa di Renato Serra, critico e scrittore, curando la pubblicazione dell'Esame di coscienza di un letterato (1994, con la postfazione Il segreto di Serra) e raccogliendo e annotando gli scritti di Carlo Bo nel volume Intorno a Serra (1998), mentre frutto dei lunghi studi effettuati sui testi di Carlo Bo è Carlo Bo, agonista, pubblicato nel 2020 con introduzione di Francesco De Nicola. 
Si interessa anche della vita e dell'opera di Guido Gozzano, curando con ampia prefazione la pubblicazione di Verso la cuna del mondo, e di Giacomo Leopardi, pubblicando L’arte di essere infelice – scelta di passi dallo Zibaldone (1998) e Giacomo l’immoralista (2019, con la figlia Emanuela) e curando, con la prefazione, il testo di Giorgio Barberi Squarotti Saggi leopardiani. Si segnala anche l'articolo pubblicato per la rivista Critica Letteraria, anno XXV, fasc. III, n. 96/1997 e riproposto all'interno del sito dell'Istituto tecnico di Chiavari negli anni del suo insegnamento presso la scuola.
Degli studi su Jonathan Swift sono frutto due traduzioni accompagnate da vasti apparati critici: Martinus Scriblerus (1993) e I viaggi di Grulliver (1999 e 2019, con ricco apparato e illustrazioni storiche inedite), recensita anche a livello europeo e considerata, con quella di Gianni Celati, la migliore traduzione in italiano di sempre.
Il saggio Intorno a Emilio Cecchi (al trotto e no) (2022) rielabora e amplia due vecchi articoli su Emilio Cecchi usciti in rivista.
Alle opere di critica letteraria si sommano testi con sfondo storico:
Su Giuseppe Mazzini cura: Giuseppe Mazzini, I sistemi e la democrazia. Pensieri (2005, con un’appendice su La religione di Mazzini) e Francesco De Sanctis, Mazzini (2005, con il saggio introduttivo Il Mazzini di De Sanctis. Istruzioni per l’uso), all'uccisione di Alessandro de' Medici è dedicato saggio su Lorenzino e l’apologia del tirannicidio (2021), denso di documenti e testimonianze sull’omicidio e sull’esecuzione del “Bruto toscano” da parte dei sicari di Carlo V e Cosimo de’ Medici, con un saggio introduttivo di Francesca Russo, In morte del tiranno.
Nella saggistica rientra anche un lavoro che riporta alla passione di Gueglio per la sua terra e le suggestioni che le girano attorno, con un libro che raccoglie e illustra una serie di acquerelli dipinti dal pittore e xilografo Italo Zetti tra il 1973 e il 1975 quando l’artista abitò proprio di fronte alla penisola di Sestri Levante.
Ha fatto parte delle giurie del Concorso Letterario Nazionale “Articolo 32” nel 2018 e del Concorso Letterario Nazionale Umberto Fracchia nel 2021.

### Attività editoriale
Nel 2005 Vincenzo Gueglio fonda insieme a Luciano Ravettino Gammarò, una piccola casa editrice confluita nel 2015 all'interno di Oltre edizioni, mantenendo il marchio editoriale originale. Vincenzo Gueglio riveste il ruolo di direttore editoriale e in particolare cura le collane: I grandi classici, I classici, L'orologio di Mnemosine, Le opere e i giorni, Diogene, Meraviglia e Strumenti.

### Attività politica
Eletto nelle amministrative del comune di Sestri Levante del 15 giugno 1975, è nominato Assessore alla Pubblica Istruzione e Cultura (al quale poi viene aggiunta la delega al Personale e allo Sport), carica che detiene per tutta la legislatura e riconfermata nelle elezioni amministrative dell'8 giugno 1980. Presenta le dimissioni per impegni di lavoro e motivi personali il 29 settembre 1981. Tra le iniziative assunte nel ruolo di Assessore si ricordano la realizzazione di un asilo nido comunale, del passaggio della biblioteca cittadina sotto la gestione comunale, dell'istituzione di una mensa per la scuola media. In generale, l'attività di assessore di Vincenzo Gueglio si è concentrata molto sulle scuole, portando alla creazione di scuola dell'infanzia e di scuola primaria in ogni plesso scolastico del Comune. Lungimiranti alcuni suoi interventi in sede di Consiglio comunale, come ad esempio quello relativo alla realizzazione di una piscina comprensoriale.

## Opere

### Poesie
Ulio Grifes (pseudonimo), Versi?, Milano, Club degli Autori, 1977.

### Romanzi
- Vincenzo Gueglio, Roberto Montanari e Edoardo Baraldi, Sestri in gente, Genova, Fassicomo, 1983.
- Il privilegio di Fernand Gachet, Savona, Sabatelli Editore, 1987.[19]
- Dieci toni di grigio, Milano, Greco & Greco, 1993.
- La risultante, Milano, Greco & Greco, 1994.
- Mario!, Milano, Greco & Greco, 1994.[20]
- Il demiurgo, Milano, Greco & Greco, 2000.
- Sogni, Milano, Greco & Greco, 2000.
- Vincenzo Gueglio e Enrico Rovegno, Tempo di esistere, Sestri Levante, Gammarò, 2006.
- Vincenzo Gueglio e Rudi Ciuffardi, Da un bosco in cima al mare, Sestri Levante, Gammarò, 2006.
- Ciao bella fuga, Sestri Levante, Gammarò, 2008.
- Pugni, pupe, persone, paese, Sestri Levante, Gammarò, 2010.
- Balansa, la Luna e il Putipù, Sestri Levante, Gammarò, 2013.
- Cuori da un altro mondo. Il dramma di Cristoforo Colombo, Sestri Levante, Gammarò, 2013.
- Tojo Tejo e il mistero dei Lele Fantino, Sestri Levante, Gammarò, 2013.
- Biografie non autorizzate, Sestri Levante, Gammarò, 2015.
- Biografie non autorizzate. Per una geografia dell’anima. Lineamenti di antropologia delle rovine, Sestri Levante, Gammarò, 2017.
- La vendetta di Seneca, Verona, Ginko Edizioni, 2021.
- L'ombra è del fiume, Sestri Levante, Gammarò, 2022.[21]

### Saggi
- Italo Zetti. I colori del mare e il segreto dell'isola, Sestri Levante, Gammarò, 2013.
- Vincenzo Gueglio e Emanuela Gueglio, Giacomo l'immoralista, Sestri Levante, Gammarò, 2019.
- Carlo Bo, agonista, Sestri Levante, Gammarò, 2020.
- Lorenzino e l'apologia del tirannicidio, Sestri Levante, Gammarò, 2021.
- Intorno a Emilio Cecchi (al trotto e no), Genova, Zona, 2022.

### Curatele
- Renato Serra, Esame di coscienza di un letterato, Palermo, Sellerio, 1994.
- Giacomo Leopardi, L’arte di essere infelice - scelta di passi dallo “Zibaldone”di Leopardi, Milano, Greco & Greco, 1998.
- Carlo Bo, Intorno a Serra, Milano, Greco & Greco, 1998.
- Giuseppe Mazzini, I sistemi e la democrazia. Pensieri, Milano, Greco & Greco, 2005.[22]
- Francesco de Sanctis, Mazzini, Genova, Fratelli Frilli, 2005.
- Guido Gozzano, Verso la cuna del mondo, Milano, Greco & Greco, 2007.
- De Amicis. Riletture e approfondimenti. Atti del convegno di studi. Genova, 23 ottobre 2008, Sestri Levante, Gammarò, 2009.
- Anton Giulio Barrili, Con Garibaldi alle porte di Roma, Sestri Levante, Gammarò, 2015.[23]
- Vito Molinari, La mia RAI, Sestri Levante, Oltre edizioni, 2022.

### Traduzioni
- Jonathan Swift, Martinus Scriblerus, Milano, Greco & Greco, 1993.
- Jonathan Swift, I viaggi di Grulliver, Milano, Frassinelli, 1999.
- Jonathan Swift, I viaggi di Grulliver. Nuova edizione illustrata, Sestri Levante, Gammarò, 2019.

## Biblioteca personale
La biblioteca personale di Vincenzo Gueglio è conservata presso la Biblioteca Fascie Rossi di Sestri Levante (Ge) in una sala a lui dedicata e inaugurata il 16 aprile 2023. I volumi sono stati donati dalla famiglia alla morte di Vincenzo Gueglio, seguendone la volontà. La biblioteca è in fase di catalogazione ma già consultabile. La consistenza è di 124 metri lineari. 